# Erik Lundberg (fotbollsspelare i Gais)
Erik Lundberg var en svensk fotbollsspelare (anfallare) som på 1930-talet representerade Gais i Allsvenskan.
Lundberg tillhörde mestadels Gais B-lag, men spelade mellan säsongen 1931/1932 och 1935/1936 tio allsvenska matcher (1 mål) för klubben.

## Spelarstatistik
| Klubb  | Säsong    | Liga        | Liga    | Liga |
| Klubb  | Säsong    | Division    | Matcher | Mål  |
| ------ | --------- | ----------- | ------- | ---- |
| Gais   | 1931/1932 | Allsvenskan | 3       | 0    |
| Gais   | 1933/1934 | Allsvenskan | 1       | 0    |
| Gais   | 1935/1936 | Allsvenskan | 6       | 1    |
| Totalt | Totalt    | Totalt      | 10      | 1    |